# Primera División 2010 (Cile)
L'edizione 2010 della Primera División è stata la 87ª edizione del massimo torneo calcistico cileno. Inizialmente previsto con la formula dei tornei di Apertura e Clausura, è stato disputato con un girone all'italiana con gare di andata e ritorno. Il torneo è stato vinto dall'Universidad Católica (10º titolo).

## Squadre partecipanti
| Club                 | Città                   | Stadio                                   |
| -------------------- | ----------------------- | ---------------------------------------- |
| Audax Italiano       | La Florida, Santiago    | Estadio Bicentenario de La Florida       |
| Cobreloa             | Calama                  | Estadio Municipal de Calama              |
| Cobresal             | El Salvador             | Estadio El Cobre                         |
| Colo-Colo            | Macul, Santiago         | Estadio Monumental David Arellano        |
| CD Everton           | Viña del Mar            | Estadio Sausalito                        |
| Huachipato           | Talcahuano              | Estadio CAP                              |
| Dep. La Serena       | La Serena               | Estadio La Portada                       |
| Ñublense             | Chillán                 | Estadio Municipal Nelson Oyarzún Arenas  |
| O'Higgins            | Rancagua                | Estadio El Teniente                      |
| Palestino            | La Cisterna, Santiago   | Estadio Municipal de La Cisterna         |
| San Luis de Quillota | Quillota                | Estadio Municipal Lucio Fariña Fernández |
| Santiago Morning     | La Pintana              | Stadio della Pintana                     |
| Santiago Wanderers   | Valparaíso              | Estadio Regional Chiledeportes           |
| Unión Española       | Independencia, Santiago | Estadio Santa Laura                      |
| Unión San Felipe     | San Felipe              | Estadio Municipal de San Felipe          |
| Universidad Católica | Las Condes, Santiago    | Estadio San Carlos de Apoquindo          |
| Universidad de Chile | Ñuñoa, Santiago         | Estadio Nacional de Chile                |
| Univ. de Concepción  | Concepción              | Estadio Municipal de Concepción          |

## Formula
Il campionato avrebbe dovuto svolgersi col tradizionale sistema del doppio torneo di Apertura e Clausura; in virtù della partecipazione della nazionale cilena al campionato mondiale di calcio 2010 in Sudafrica la federazione aveva deciso di far terminare il Torneo Apertura dopo la prima fase per evitare che i play-off si sovrapponessero ai mondiali, proclamando quindi il campione al termine delle prime 17 partite senza procedere al torneo ad eliminazione diretta tra le prime otto classificate come nelle stagioni precedenti. A causa del terremoto che ha colpito il Cile nel febbraio 2010 la stagione calcistica è stata completamente modificata: in sostituzione dei due tornei si è deciso di disputare una competizione unica, con la formula del girone all'italiana, composta da 34 partite che ha laureato una sola squadra campione nazionale.

## Classifica finale
|  | Pos. | Squadra              | Pt | G  | V  | N  | P  | GF | GS | DR  |
|  | ---- | -------------------- | -- | -- | -- | -- | -- | -- | -- | --- |
|  | 1.   | Universidad Católica | 74 | 34 | 23 | 5  | 6  | 77 | 39 | +38 |
|  | 2.   | Colo-Colo            | 71 | 34 | 22 | 5  | 7  | 67 | 34 | +33 |
|  | 3.   | Audax Italiano       | 65 | 34 | 20 | 5  | 9  | 75 | 58 | +17 |
|  | 4.   | Universidad de Chile | 64 | 34 | 20 | 4  | 10 | 75 | 48 | +27 |
|  | 5.   | Unión Española       | 52 | 34 | 14 | 10 | 10 | 58 | 50 | +8  |
|  | 6.   | Huachipato           | 48 | 34 | 12 | 12 | 10 | 44 | 40 | +4  |
|  | 7.   | Santiago Wanderers   | 45 | 34 | 12 | 9  | 13 | 48 | 52 | -4  |
|  | 8.   | Dep. La Serena       | 45 | 34 | 13 | 6  | 15 | 45 | 59 | -14 |
|  | 9.   | Unión San Felipe     | 43 | 34 | 12 | 7  | 15 | 38 | 47 | -9  |
|  | 10.  | Cobresal             | 42 | 34 | 12 | 6  | 16 | 47 | 52 | -5  |
|  | 11.  | Palestino            | 42 | 34 | 11 | 9  | 14 | 35 | 41 | -6  |
|  | 12.  | O'Higgins            | 41 | 34 | 10 | 11 | 13 | 46 | 44 | +2  |
|  | 13.  | Ñublense             | 40 | 34 | 9  | 13 | 12 | 54 | 66 | -12 |
|  | 14.  | Cobreloa             | 39 | 34 | 10 | 9  | 15 | 45 | 47 | -2  |
|  | 15.  | Univ. de Concepción  | 38 | 34 | 9  | 11 | 14 | 39 | 50 | -11 |
|  | 16.  | Santiago Wanderers   | 36 | 34 | 9  | 9  | 16 | 34 | 45 | -11 |
|  | 17.  | CD Everton           | 34 | 34 | 8  | 10 | 16 | 38 | 58 | -20 |
|  | 18.  | San Luis de Quillota | 24 | 34 | 5  | 9  | 20 | 36 | 71 | -35 |

## Classifica marcatori
| Gol |  |  | Giocatore           | Squadra              |
| --- |  |  | ------------------- | -------------------- |
| 19  |  |  | Milovan Mirošević   | Universidad Católica |
| 18  |  |  | Mauro Olivi         | Audax Italiano       |
| 17  |  |  | Carlos Muñoz        | Santiago Wanderers   |
| 16  |  |  | Juan Manuel Olivera | Universidad de Chile |
| 16  |  |  | Diego Rivarola      | Universidad de Chile |
| 14  |  |  | Roberto Gutiérrez   | Universidad Católica |
| 14  |  |  | Ezequiel Miralles   | Colo-Colo            |
| 14  |  |  | Gabriel Rodríguez   | Ñublense             |
| 13  |  |  | Manuel Villalobos   | Huachipato           |
| 13  |  |  | Nicolás Canales     | Palestino            |
| 13  |  |  | Sergio Comba        | Santiago Morning     |
| 12  |  |  | Marco Lazaga        | Cobreloa             |
| 12  |  |  | Esteban Paredes     | Colo-Colo            |
| 12  |  |  | Enzo Gutiérrez      | O'Higgins            |
| 12  |  |  | Pablo Calandria     | Santiago Morning     |

## Piazzamenti nelle coppe e retrocessioni
La squadra che ha chiuso al comando la prima parte del campionato (17 partite) si è qualificata per la Coppa Libertadores 2011 e per la Copa Sudamericana 2010. La seconda classificata al termine del girone di andata si è qualificata allo spareggio per l'accesso alla Coppa Sudamericana da disputare contro la finalista perdente dell'ultima Copa Chile.

### Classifica girone d'andata
|  | Pos. | Squadra              | Pt | G  | V  | N | P | GF | GS | DR  |
|  | ---- | -------------------- | -- | -- | -- | - | - | -- | -- | --- |
|  | 1.   | Colo-Colo            | 38 | 17 | 12 | 2 | 3 | 38 | 15 | +23 |
|  | 2.   | Universidad de Chile | 36 | 17 | 11 | 3 | 3 | 45 | 24 | +21 |
|  | 3.   | Universidad Católica | 34 | 17 | 10 | 4 | 3 | 31 | 18 | +13 |
|  | 4.   | O'Higgins            | 26 | 17 | 7  | 5 | 5 | 25 | 17 | +8  |
|  | 5.   | Unión Española       | 25 | 17 | 6  | 7 | 4 | 24 | 22 | +2  |
|  | 6.   | Unión San Felipe     | 25 | 17 | 7  | 4 | 6 | 22 | 22 | 0   |
|  | 7.   | Cobresal             | 24 | 17 | 7  | 3 | 7 | 27 | 29 | −2  |
|  | 8.   | Audax Italiano       | 24 | 17 | 7  | 3 | 7 | 33 | 38 | −5  |
|  | 9.   | Huachipato           | 23 | 17 | 6  | 5 | 6 | 20 | 21 | −1  |

### Spareggio Copa Sudamericana
Per l'assegnazione del terzo posto riservato al Cile nella Copa Sudamericana 2010 si è svolto uno spareggio articolato in gara di andata e ritorno tra Universidad de Chile, 2ª classificata nel girone di andata, e Municipal Iquique, finalista perdente della coppa nazionale. L'altro posto disponibile è stato conquistato dall'Unión San Felipe, campione della Copa Chile 2009.
| Squadra 1    | Totale | Squadra 2            | Andata | Ritorno |
| ------------ | ------ | -------------------- | ------ | ------- |
| Dep. Iquique | 3 - 4  | Universidad de Chile | 2 - 0  | 1 - 4   |

### Liguilla Copa Libertadores
Per determinare la terza qualificata cilena alla Coppa Libertadores 2011 è stato giocato un torneo ad eliminazione diretta con gare di andata e ritorno tra la 2ª, 3ª, 4ª e 5ª classificata del torneo. Essendo il Colo-Colo già qualificato il suo posto è stato preso dall'Huacipato, giunto al 6º posto della classifica finale.
|  | Semifinali           | Semifinali           | Semifinali | Semifinali | Semifinali |  |  | Finale         | Finale         | Finale | Finale | Finale |  |
|  |                      |                      |            |            |            |  |  |                |                |        |        |        |  |
|  | Audax Italiano       | Audax Italiano       | 1          | 2          | 3          |  |  |                |                |        |        |        |  |
|  | Huachipato           | Huachipato           | 2          | 0          | 2          |  |  | Audax Italiano | Audax Italiano | 1      | 1      | 2      |  |
|  | Unión Española       | Unión Española       | 0          | 4          | 4          |  |  | Unión Española | Unión Española | 2      | 1      | 3      |  |
|  | Universidad de Chile | Universidad de Chile | 0          | 1          | 1          |  |  |                |                |        |        |        |  |

### Playoff promozione/retrocessione
| Squadra 1                          | Totale                             | Squadra 2                          | Andata                             | Ritorno                            |
| Retrocessione/promozione playoff 1 | Retrocessione/promozione playoff 1 | Retrocessione/promozione playoff 1 | Retrocessione/promozione playoff 1 | Retrocessione/promozione playoff 1 |
| ---------------------------------- | ---------------------------------- | ---------------------------------- | ---------------------------------- | ---------------------------------- |
| Santiago Morning                   | 4 - 3                              | Dep. Antofagasta                   | 1 - 2                              | 3 - 1 (dts)                        |
| Retrocessione/promozione playoff 2 |                                    |                                    |                                    |                                    |
| Univ. de Concepción                | 5 - 2                              | Curicó Unido                       | 2 - 0                              | 3 - 2                              |

### Verdetti
- Qualificate alla Coppa Libertadores 2011:

 Universidad Católica - Campione Primera División 2010 (Cile 1)
 Colo-Colo - 1º posto Girone d'andata (Cile 2)
 Unión Española - Vincitore Liguilla Libertadores (Cile 3)
- Qualificate alla Copa Sudamericana 2010:

 Unión San Felipe - Campione Copa Chile 2009 (Cile 1)
 Colo-Colo - 1º posto Girone d'andata (Cile 2)
 Universidad de Chile - Vincitore spareggio Coppa Sudamericana (Cile 3)
- Retrocesse in Primera B:

 San Luis de Quillota
 CD Everton